# Лукович, Наталья Сергеевна
Наталья Сергеевна Лукович, в девичестве Борисенко (укр. Наталія Сергіївна Лукович (Борисенко), родилась 3 декабря 1975 года в Броварах) — украинская гандболистка, бронзовый призёр летних Олимпийских игр 2004 года.

## Биография
Выступала за команды «Автомобилист» (Бровары, Украина), «Спартак» (Киев, Украина), «Крим» (Любляна, Словения), «Кометал» (Скопье, Македония). Выиграла Лигу чемпионов ЕГФ в сезоне 2002/2003 за команду «Крим», в сезоне 2004/2005 в составе «Кометала» дошла до финала Лиги чемпионов. Бронзовый призёр Олимпийских игр 2004 года и серебряный призёр чемпионата Европы 2000 года, награждена орденом княгини Ольги III степени. Проживает в Словении, воспитывает двоих детей.